# Quân đoàn III (Việt Nam Cộng hòa)

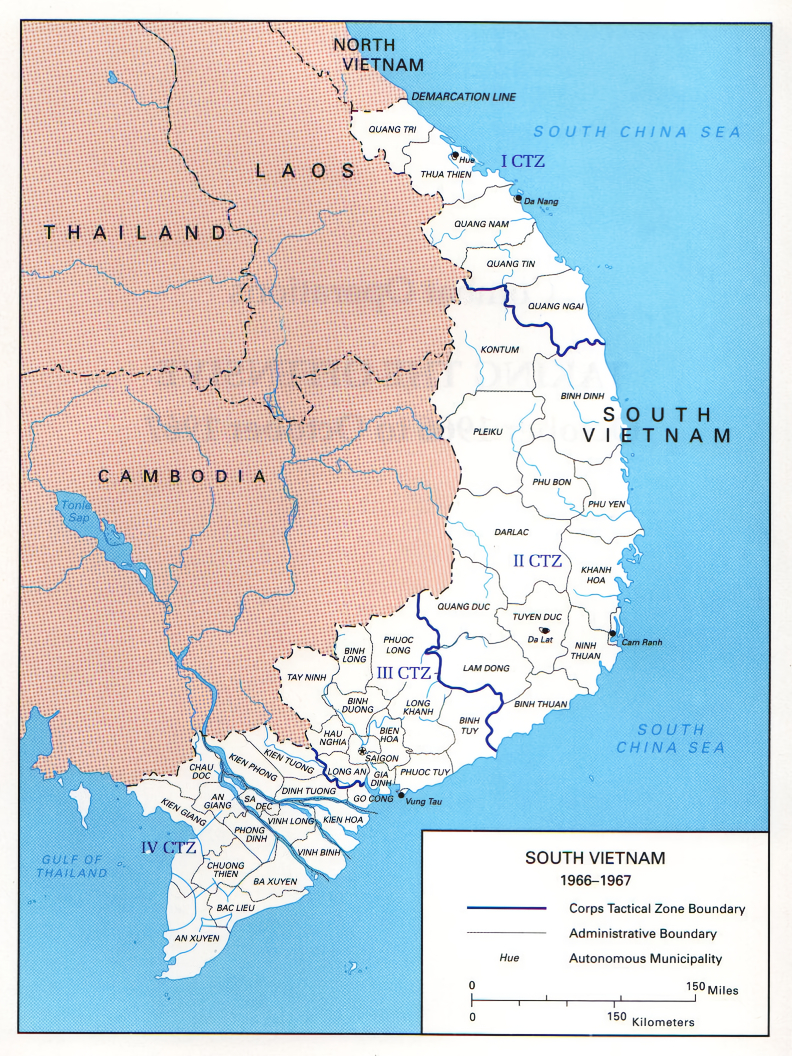
Bản đồ 4 Quân khu Việt Nam Cộng hòa

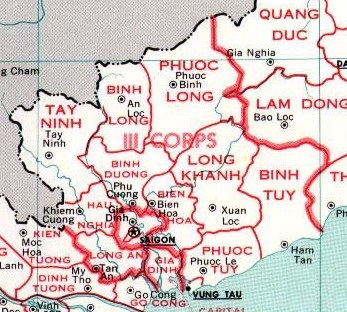
Bản đồ các tỉnh thuộc Quân khu III

Quân đoàn III là một đơn vị cấp Quân đoàn, được tổ chức hỗn hợp gồm cả Hải quân - Lục quân - Không quân, là một trong bốn Quân đoàn chủ lực của Quân lực Việt Nam Cộng hòa. Đây là Quân đoàn có nhiệm vụ kiểm soát địa bàn gồm các tỉnh xung quanh Đô thành Sài Gòn, vì vậy giữ vai trò hết sức trọng yếu đối với Chính thể Việt Nam Cộng hòa. Cuối tháng 4 năm 1975, sau khi vô hiệu hóa phòng tuyến Xuân Lộc, lực lượng Quân đội nhân dân Việt Nam và Quân Giải phóng miền Nam Việt Nam đã thực hiện chiến dịch lớn cuối cùng, đánh tan những lực lượng cuối cùng của Quân đoàn III phòng thủ Sài Gòn, kết thúc cuộc Chiến tranh Việt Nam.

## Lịch sử hình thành
Tiền thân của Vùng III Chiến thuật là Đệ nhất Quân khu, được thành lập ngày 1 tháng 7 năm 1952, là một trong 4 Quân khu của Quân đội Quốc gia Việt Nam. Vùng kiểm soát của Đệ nhất Quân khu, tương ứng với vùng Nam phần Việt Nam, từ Bình Thuận vào đến Cà Mau. Tư lệnh đầu tiên là Đại tá Lê Văn Tỵ. Địa bàn Đệ nhất Quân khu gần như được giữ nguyên trong cuộc điều chỉnh năm 1954.
Sau khi Chính thể Việt Nam Cộng hòa chính thức thành lập ngày 26 tháng 10 năm 1956, toàn bộ lãnh thổ Nam Việt Nam do Việt Nam Cộng hòa kiểm soát được chia thành 6 Quân khu: Đệ nhất Quân khu (đông Nam phần), Đệ nhị Quân khu (Trung phần), Đệ tam Quân khu (Kontum, Pleiku, Bình Định, Phú Yên), Đệ tứ Quân khu (nam cao nguyên Trung phần và phía nam duyên hải Trung phần), Đệ ngũ Quân khu (tây Nam phần) và Quân khu Thủ đô (Sài Gòn, Gia Định, Long An). Địa bàn của Đệ nhất Quân khu (cũ) được tách làm 3 phần gồm Đệ nhất Quân khu (mới) (gồm các tỉnh Gia Định, Phước Long, Bình Tuy, Bình Dương, Biên Hòa, Tây Ninh, Phước Tuy, Long Khánh, Bình Long), Đệ ngũ Quân khu (gồm các tỉnh Long An, Kiến Tường, Kiến Phong, Định Tường, Kiến Hòa, Vĩnh Long, Vĩnh Bình, An Giang, Phong Dinh, Ba Xuyên, Kiên Giang, An Xuyên, Đặc khu Côn Sơn) và Quân khu Thủ đô (Sài Gòn). Tuy nhiên, mãi đến ngày 14 tháng 2 năm 1957, Đại tướng Lê Văn Tỵ, Tổng Tham mưu trưởng Quân đội Việt Nam Cộng hòa mới ký Công vụ lệnh số 146/TTM/VP chỉ định Chỉ huy trưởng 3 Quân khu kể trên, gồm: Trung tướng Dương Văn Minh, Chỉ huy trưởng Quân khu Thủ đô; Đại tá Nguyễn Văn Y, Chỉ huy trưởng Đệ nhất Quân khu, Đại tá Nguyễn Văn Là, Chỉ huy trưởng Đệ ngũ Quân khu. Trung tướng Dương Văn Minh đồng thời kiêm nhiệm chức Tư lệnh 3 Quân khu trên.
Bộ tư lệnh Quân đoàn III được thành lập lâm thời vào ngày 1 tháng 3 năm 1959 tại Biên Hòa do Trung tướng Thái Quang Hoàng làm Tư lệnh đầu tiên, giữa tháng 4 kiêm Tư lệnh Quân khu Thủ đô, thay tướng Dương Văn Minh chuyển sang làm Tổng thư ký Thường trực Quốc phòng. Mãi hơn một năm sau, Quân đoàn mới chính thức thành lập vào ngày 20 tháng 5 năm 1960, với nòng cốt là Sư đoàn 5, Sư đoàn 7, và Sư đoàn 21 Bộ binh.
Ngày 1 tháng 6 năm 1961, Tổng thống Diệm đã ra sắc lệnh cải tổ các Quân khu thành các Vùng chiến thuật, theo đó Đệ nhất và Đệ ngũ Quân khu được sáp nhập để thành lập Vùng 3 Chiến thuật. Quân khu Thủ đô được đổi thành Biệt khu Thủ đô, mở rộng địa bàn thêm tỉnh Gia Định, trực thuộc Vùng 3 chiến thuật. Tỉnh Côn Sơn được tách ra, trực thuộc vào Bộ Tư lệnh Hải quân. Từ đó Quân đoàn có danh hiệu liên hợp Quân đoàn III và Vùng 3 Chiến thuật.
Địa bàn của Vùng 3 được tổ chức thành các Khu Chiến thuật:
Khu chiến thuật Đông: gồm các tỉnh Biên Hòa, Phước Tuy, Bình Tuy, Long Khánh, Phước Long, Bình Long, Bình Dương, Tây Ninh, Phước Thành.
Khu chiến thuật Tiền Giang: gồm các tỉnh Long An, Kiến Tường, Kiến Phong, Định Tường, Kiến Hòa.
Khu chiến thuật Hậu Giang: gồm các tỉnh Vĩnh Long, Vĩnh Bình, An Giang, Phong Dinh, Ba Xuyên, Kiên Giang, An Xuyên.
Mỗi khu Chiến thuật là địa bàn hoạt động của một Sư đoàn. Các tỉnh cũng được tổ chức về mặt Quân sự thành các Tiểu khu chiến thuật, đứng đầu là một sĩ quan cấp Đại tá hoặc Trung tá với chức danh Tỉnh trưởng (hoặc Thị trưởng) kiêm Tiểu khu trưởng, trực tiếp chỉ huy và điều động các đơn vị Địa phương quân và các Chi khu (trong đó có các Trung đội Nghĩa quân). Quân số của mỗi Tiểu khu tương đương với quân số từ một đến hai Trung đoàn bộ binh nhưng về mặt trang bị không bằng các đơn vị chủ lực. Vì vậy khi cần thiết sẽ được sự hỗ trợ của các Sư đoàn Bộ binh. Do đó, khi phối hợp tác chiến Tiểu khu trưởng dưới quyền của Tư lệnh Sư đoàn.
Lãnh thổ của Vùng 3 chiến thuật khi đó tương ứng với khu vực rộng lớn bao gồm miền đông và tây Nam phần, gây ra rất nhiều khó khăn trong kiểm soát địa bàn. Do nhu cầu cần có thêm các đơn vị chủ lực nữa để hỗ trợ và chia sẻ vùng hoạt động, Tổng thống Ngô Đình Diệm quyết định thành lập thêm Sư đoàn 9 vào ngày 1 tháng 1 năm 1962 và Sư đoàn 25 Bộ binh vào ngày 1 tháng 7 năm 1962. Ngày 1 tháng 1 năm 1963, khi Quân đoàn IV và Vùng 4 Chiến thuật được thành lập từ phần lãnh thổ miền tây Nam phần, với nòng cốt là các sư đoàn 7, 9 và 21. Phần lãnh thổ trách nhiệm của Quân đoàn III và Vùng 3 chiến thuật chỉ còn 11 tỉnh và một Đặc khu thuộc miền đông Nam phần, tổ chức thành 3 Khu chiến thuật: Khu Chiến thuật 31 (gồm các tỉnh Tây Ninh, Hậu Nghĩa, Long An), Khu chiến thuật 32 (gồm các tỉnh Bình Long, Phước Long, Bình Dương) và Khu chiến thuật 33 (gồm các tỉnh Long Khánh, Bình Tuy, Phước Tuy, Biên Hòa, Biệt khu Thủ đô).

### Đảo chính và chống đảo chính
Do vai trò hết sức quan trọng, bảo vệ đầu não Chính quyền Việt Nam Cộng hòa, nên Quân đoàn được xem như cái chốt quan trọng quyết định sự thành công hay thất bại của các cuộc đảo chính. Vì vậy, khi cuộc đảo chính 1960 nổ ra, các chỉ huy quân đảo chính lập tức bắt giữ tướng Thái Quang Hoàng, vô hiệu hóa Bộ tư lệnh Quân đoàn III và Quân khu Thủ đô. Dù sau đó, các lực lượng dưới quyền Quân đoàn đã tự động tổ chức phản kích và đánh bại quân đảo chính, Tổng thống Diệm vẫn cáo buộc tướng Thái Quang Hoàng không đủ năng lực để phản ứng với cuộc đảo chính, vì thế đã điều chuyển ông sang giữ chức vụ Chỉ huy trưởng Trường Đại học Quân sự và kiêm Quân trấn trưởng Đà Lạt.
Từ sau vụ binh biến năm 1962, Tổng thống Ngô Đình Diệm và Cố vấn Ngô Đình Nhu đã xếp đặt tướng Tôn Thất Đính, một tướng lĩnh trẻ và được cho là trung thành, về giữ chức vụ Tư lệnh Quân đoàn III kiêm Tổng trấn Đô thành Sài Gòn, đồng thời giao giữ vai trò quan trọng trong kế hoạch phản đảo chính nếu đảo chính nổ ra lần nữa. Tuy nhiên, tướng Đính sớm thay đổi và đứng về nhóm đảo chính, trở thành một trong những thành viên chủ chốt khi đảo chính thực sự nổ ra và kết thúc với cái chết bi thảm của Tổng thống Diệm và Cố vấn Nhu.
Không đầy 3 tháng sau, một cuộc "Chỉnh lý" do tướng Nguyễn Khánh cầm đầu, được thực hiện với sự tham gia của tân Tư lệnh Quân đoàn III Trần Thiện Khiêm đã gạt bỏ quyền lực của các tướng lĩnh chủ chốt trong cuộc đảo chính trước đó, mở đường cho tướng Nguyễn Khánh lên nắm quyền và Thời kỳ Loạn tướng. Ngày 1 tháng 7 năm 1970, Vùng 3 chiến thuật được cải danh thành Quân khu 3.

### Mở đầu và kết thúc của thất bại cuối cùng
Trụ sở Bộ Tư lệnh Quân đoàn III đặt tại Biên Hòa. Sau năm 1975 nơi này được trưng dụng làm trụ sở Bộ Chỉ huy Quân sự Tỉnh Đồng Nai.

## Biên chế tổ chức
Dưới đây là biên chế tổ chức của Quân đoàn III vào đầu năm 1975.
- Bộ Tư lệnh:

| Bộ Tham mưu Sở An ninh Quân đội Phòng 1 Tổng Quản trị Phòng 2 Tình báo | Phòng 3 Tác chiến Bộ chỉ huy Tiếp vận Bộ chỉ huy Pháo binh |

- Đơn vị tác chiến trực thuộc:

| Sư đoàn 5 Bộ binh: Trách nhiệm địa bàn các tỉnh Bình Dương, Bình Long và Phước Long Sư đoàn 18 Bộ binh: Trách nhiệm địa bàn các tỉnh Biên Hòa, Bình Tuy, Gia Định, Long Khánh, Phước Tuy và Đặc khu Vũng Tàu Sư đoàn 25 Bộ binh: Trách nhiệm địa bàn các tỉnh Hậu Nghĩa, Long An và Tây Ninh. Địa phương quân và Nghĩa quân: Trách nhiệm trên địa bàn của từng Tiểu khu. |

- Đơn vị tác chiến phối thuộc:

| Sư đoàn 3 Không quân Sư đoàn 5 Không quân Hải quân Vùng 3 Duyên hải Hải quân Vùng 3 Sông ngòi Hải quân Biệt khu Thủ đô | Lữ đoàn 3 Kỵ binh Pháo binh Quân khu 3 Liên đoàn 81 Biệt cách dù Lực lượng Biệt động quân (Liên đoàn 31, 32, 33) Lực lượng Biệt động quân Tổng trừ bị (Liên đoàn 4, 6, 7, 8, 9) |

- Tiểu khu, Đặc khu trực thuộc:

## Các đơn vị thuộc dụng Quân đoàn III tháng 4/1975

Sư đoàn 5 Bộ binh
Sư đoàn 18 Bộ binh
Sư đoàn 25 Bộ binh
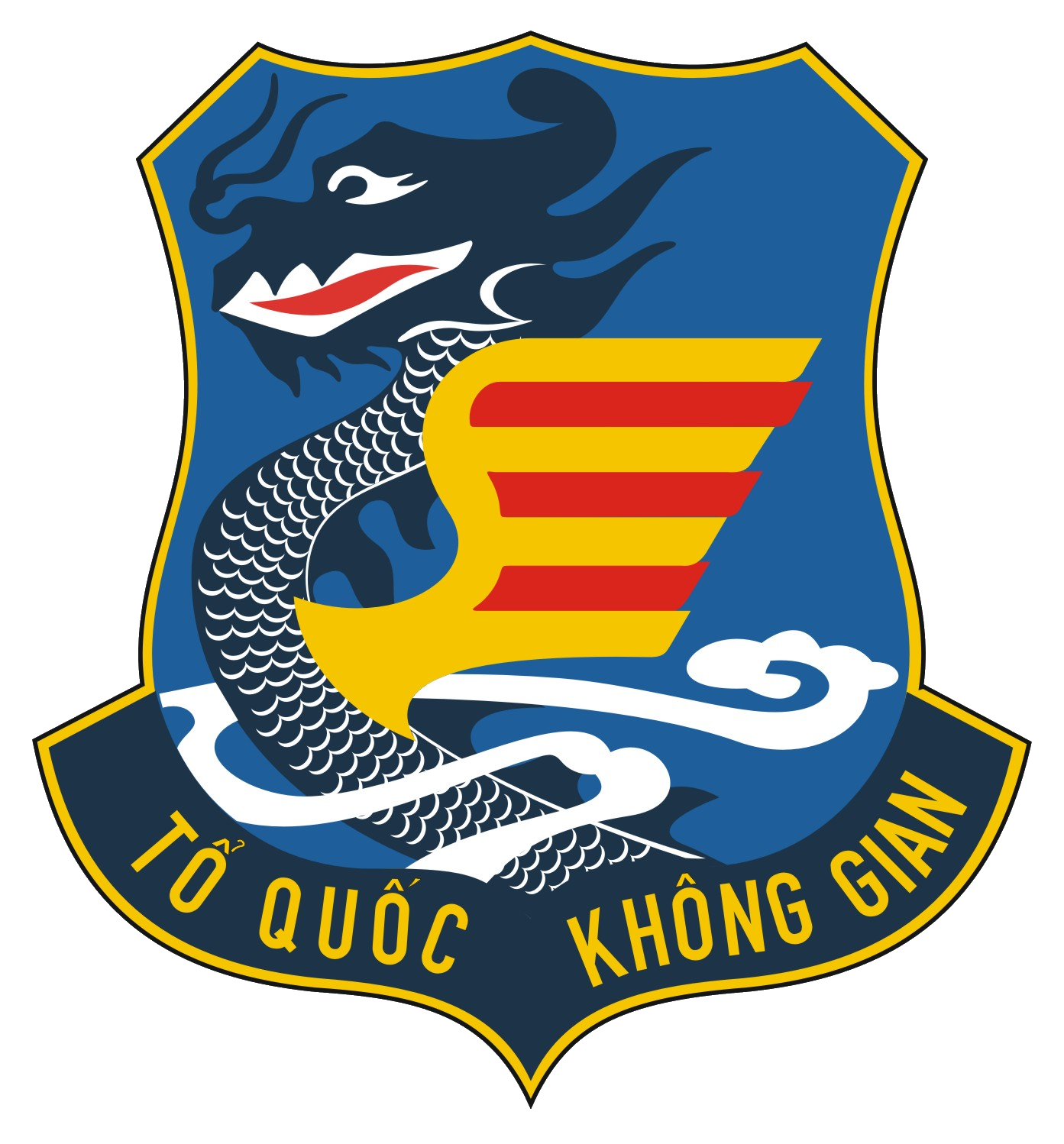
Sư đoàn 3 Không quân
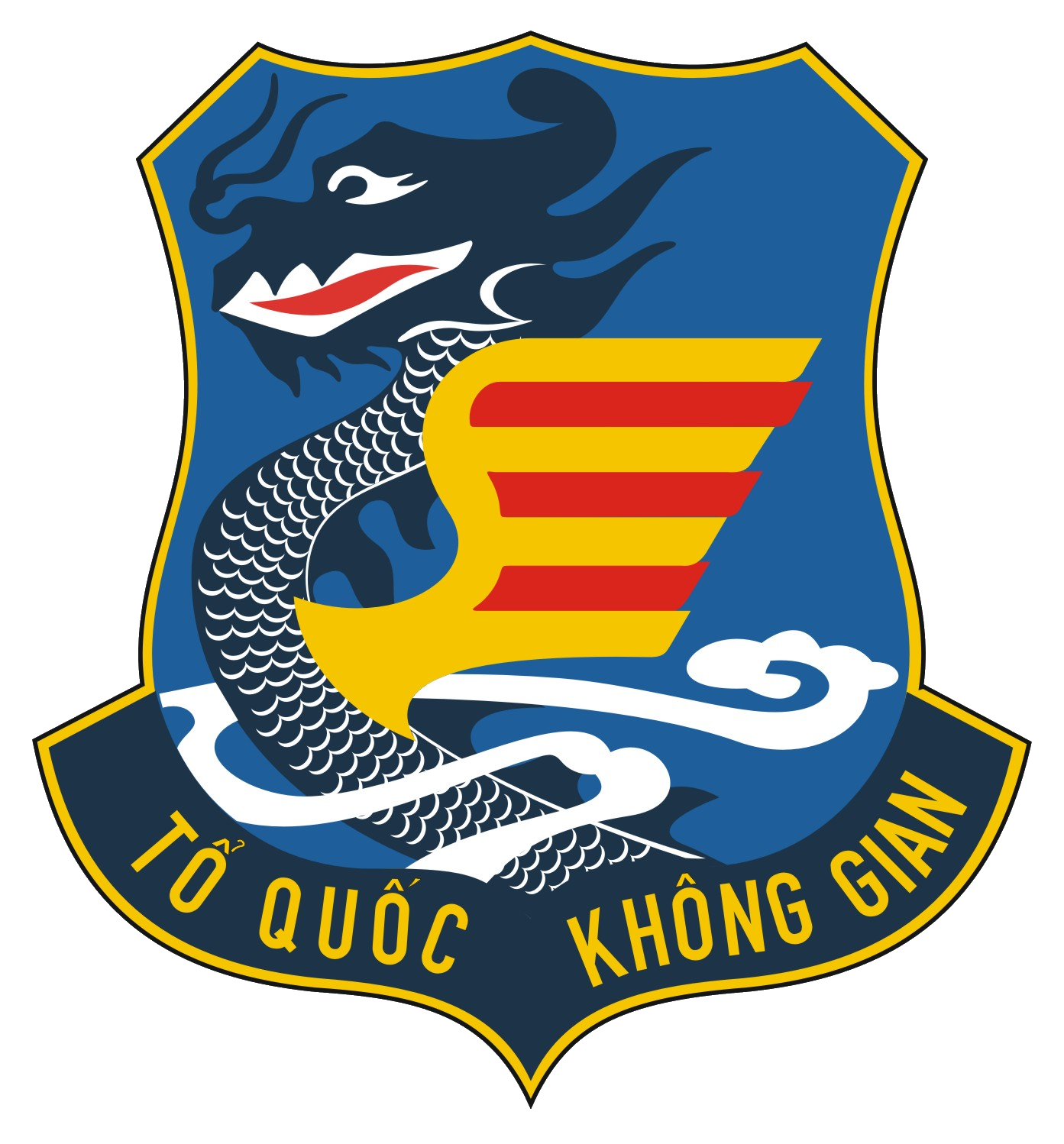
Sư đoàn 5 Không quân
Hải quân Vùng 3 Duyên hải
Hải quân Vùng 3 Sông ngòi
Hải quân Biệt khu Thủ đô
Biệt động quân Quân khu 3
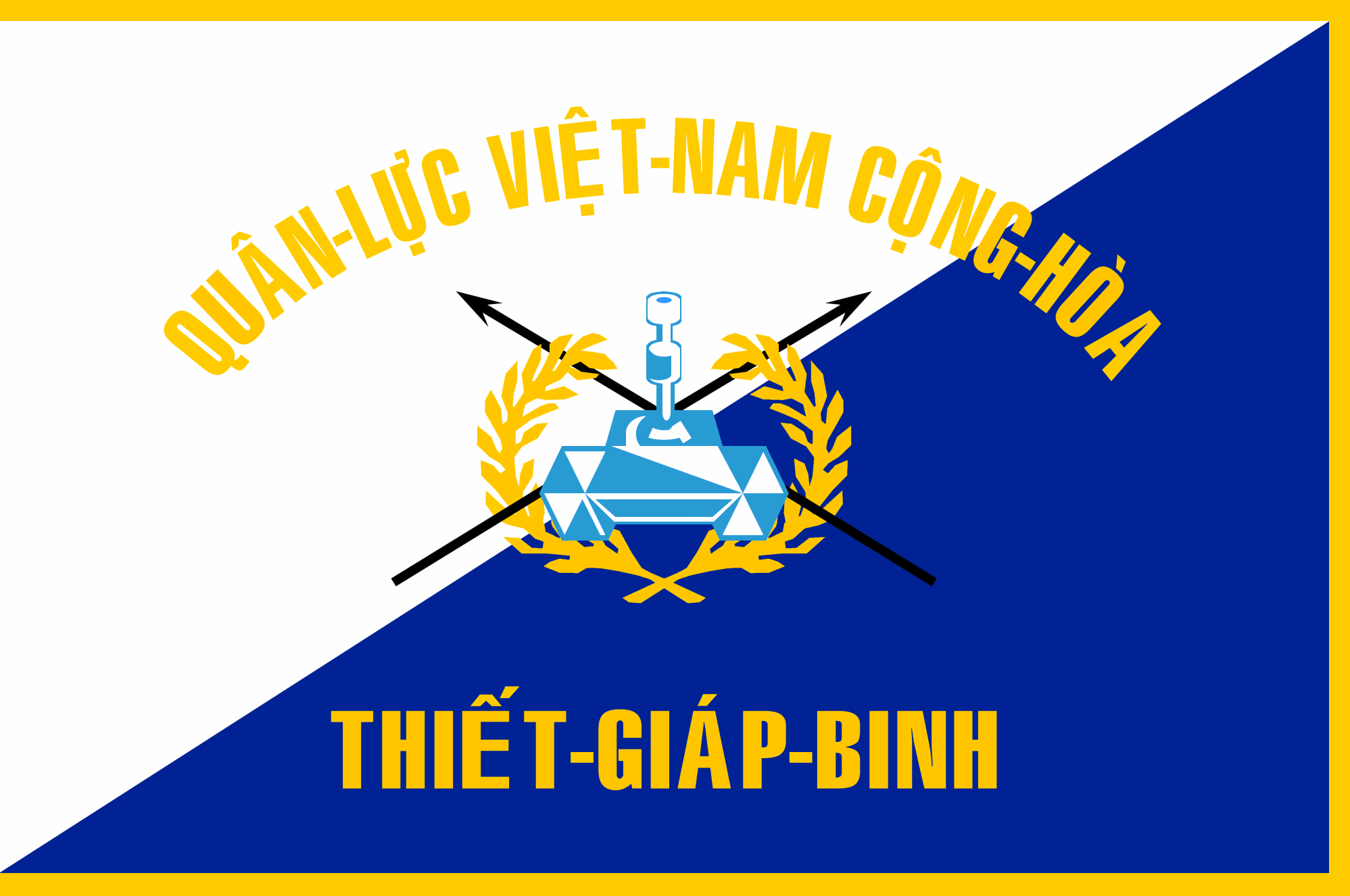
Lữ đoàn 3 Kỵ binh
Pháo binh Quân khu 3
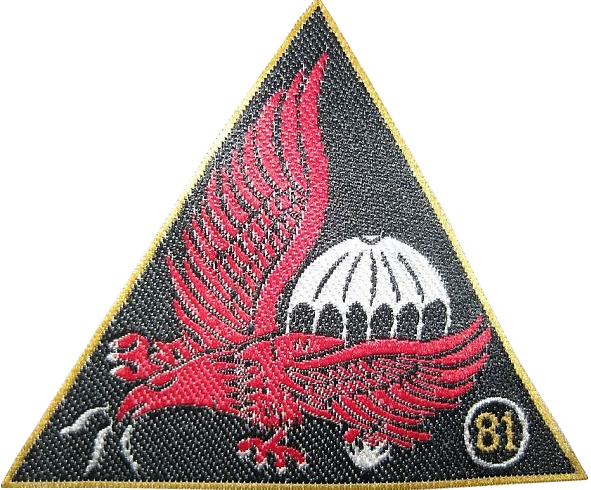
Liên đoàn 81 Biệt cách dù
Địa phương quân và Nghĩa quân